# Baie-Nettlé
Baie-Nettlé est un quartier périphérique de la partie française de l’île de Saint-Martin, aux Antilles. Il est situé entre Sandy-Ground à l'est et les Terres-Basses à l'ouest.

## Topographie
Situé sur la bande étroite de sable (tombolo) qui relie les Terres-Basses à Marigot et séparant la mer (baie de Marigot) du Grand Étang de Simsonbaai.

## Sources
« Carte de Randonnée au 1:25.000, St.Martin & St.Barthélemy no 4606GT ». éd. 2014, IGN Paris, TOP 25, Série Bleue, « Commander online »